# Керби (Вайоминг)
Керби (англ. Kirby) — город, расположенный в округе Хот-Спрингс (штат Вайоминг, США) с населением в 57 человек по статистическим данным переписи 2000 года.

## География
По данным Бюро переписи населения США, город Керби имеет общую площадь в 0,26 квадратных километров, водных ресурсов в черте населённого пункта не имеется.
Город Керби расположен на высоте 1301 метр над уровнем моря.

## Демография
По данным переписи населения 2000 года, в Керби проживало 57 человек, 14 семей, насчитывалось 29 домашних хозяйств и 37 жилых домов. Средняя плотность населения составляла около 203 человек на один квадратный километр. Расовый состав Керби по данным переписи распределился следующим образом: 94,74 % белых, 3,51 % — азиатов, 1,75 % — представителей смешанных рас.
Испаноговорящие составили 7,02 % от всех жителей города.
Из 29 домашних хозяйств в 17,2 % — воспитывали детей в возрасте до 18 лет, 37,9 % представляли собой совместно проживающие супружеские пары, в 6,9 % семей женщины проживали без мужей, 48,3 % не имели семей. 48,3 % от общего числа семей на момент переписи жили самостоятельно, при этом 17,2 % составили одинокие пожилые люди в возрасте 65 лет и старше. Средний размер домашнего хозяйства составил 1,97 человек, а средний размер семьи — 2,67 человек.
Население города по возрастному диапазону по данным переписи 2000 года распределилось следующим образом: 17,5 % — жители младше 18 лет, 5,3 % — между 18 и 24 годами, 24,6 % — от 25 до 44 лет, 40,4 % — от 45 до 64 лет и 12,3 % — в возрасте 65 лет и старше. Средний возраст жителей составил 46 лет. На каждые 100 женщин в Керби приходилось 78,1 мужчин, при этом на каждые сто женщин 18 лет и старше приходилось 62,1 мужчин также старше 18 лет.
Средний доход на одно домашнее хозяйство в городе составил 18 750 долларов США, а средний доход на одну семью — 43 125 долларов. При этом мужчины имели средний доход в 18 750 долларов США в год против 30 417 долларов среднегодового дохода у женщин. Доход на душу населения в городе составил 19 137 долларов в год. Все семьи Керби имели доход, превышающий уровень бедности, 12,2 % от всей численности населения находилось на момент переписи населения за чертой бедности, при этом из них были моложе 18 лет и — в возрасте 65 лет и старше.